# Pierre-Marie Grayo de Keravenan
Pierre-Marie Grayo de Keravenan, dit l'abbé de Keravenan, est un ecclésiastique français.
Pierre-Marie Grayo est né le 3 février 1762 à Keravenan à Questembert dans le Morbihan. Il fréquente le collège Saint-Yves à Vannes.  Il poursuit ses études au séminaire de Saint-Sulpice et est ordonné prêtre, en 1786. Il exerce ensuite les fonctions de vicaire de Saint-Sulpice de Paris. Lorsque la Révolution éclate, il s'oppose à la Constitution civile du Clergé et continue clandestinement son ministère. Il échappe au massacre des Carmes, marie Danton, en 1793, et devient curé de Saint-Germain-des-Prés en 1816. Il décède le 26 mai 1831, à Paris.

## Biographie

### Massacre des Carmes
Le 10 août 1792, lors de la chute de la Monarchie française, la commune insurrectionnelle de Paris mène une chasse aux nobles et aux prêtres réfractaires, provoquant des raids à travers la ville. Le 15 août 1792, l'abbé Pierre Grayo de Keravenan, alors à la maison sulpicienne d'Issy, entouré de séminaristes et de prêtres pour célébrer la fête de l’Assomption, est arrêté par un groupe de révolutionnaires menés par Claude François Lazowski. Il est emmené de force et emprisonné au couvent des Carmes de la rue Vaugirard, à Paris.
Le 2 septembre 1792, Les révolutionnaires, procèdent à un jugement sommaire. 191 ecclésiastiques dont trois évêques furent exécutés au couvent des Carmes sous la conduite du commissaire Stanislas-Marie Maillard, exécuteur des ordres du Comité de surveillance. L'abbé Pierre Grayo de Keravenan, réfugié dans les combles, échappe au massacre.
Après le massacre des Carmes, l'abbé continue son ministère religieux clandestinement (baptêmes, confessions, mariages), en dépit des dangers de la Terreur révolutionnaire.

### Pierre Grayo de Keravenan et Danton
En 1793, il joue un rôle dans la vie de Georges-Jacques Danton. Ayant perdu sa femme, Danton a pour projet d'épouser Louise Gély, sur l'insistance de la famille de cette dernière, mais à la condition que le mariage soit béni par un prêtre n'ayant pas prêté serment à la nouvelle Constitution.
C'est ainsi que Danton rencontra l'abbé. Habitant dans un modeste logement du quartier Saint-Germain-des-Prés, il reçut la visite de Danton, l’entendit en confession et lui accorda l'absolution, nécessaire pour se marier. Le 17 juin 1793, l'abbé de Keravenan célébre secrètement le mariage de Danton avec Louise Gély.
Danton fut arrêté en mars 1794. Condamné à mort, pendant son dernier trajet vers l'échafaud le 5 avril 1794, l'abbé Grayo de Keravenan dans la foule, lui donna un signe d'absolution. Après l'exécution de Danton, l'abbé Pierre Grayo de Keravenan continua de se cacher dans Paris et se lança dans la célébration clandestine de messes en dépit des dangers encourus.

### Après la révolution
Au temps du Directoire, après les élections de Germinal an V (4 avril 1797), les modérés ont connu une période de relative tranquillité dans les cercles officiels. Cependant, à la suite du coup d'État du 18 fructidor an V (4 septembre 1797), la tolérance a été remplacée par la rigueur et la persécution religieuse. L'abbé Pierre Grayo de Keravenan, vicaire de Saint-Sulpice, fut contraint d'exercer à nouveau son ministère clandestinement.
Après le Concordat de 1802, Pierre Grayo décline une offre pour devenir curé à Saint-Germain-des-Prés, préférant reprendre ses fonctions de vicaire à Saint-Sulpice.
En 1804, Pierre Grayo de Keravenan, avec son cousin Louis Burban fourni une cachette à Georges Cadoudal fuyant la police. Plus tard, Georges Cadoudal et Louis Burban furent arrêtés et emprisonnés. Condamnés à mort, l'abbé Pierre Grayo de Keravenan les assiste avant leurs exécutions.
Le  5 avril 1804, il rend visite au général Pichegru la veille de sa mort au Temple. Pichegru, ancien général révolutionnaire et monarchiste caché, était emprisonné pour sa conspiration contre Napoléon. Keravenan assiste à ses derniers aveux et lui donne l'Eucharistie.
Le 3 juillet 1804, Napoléon interdit à l’abbé de Keravenan de séjourner à Paris, et le 7 juillet, il est ordonné de se retirer dans le diocèse d'Orléans sous surveillance policière. En 1807, il est accepté dans le diocèse de Versailles, mais les tentatives pour revenir à Paris sont toutes rejetées. L'abbé Grayo restera exclu de Paris jusqu'à la fin de l'empire.

### Curé de Saint-Germain-des-Prés
En novembre 1816, Keravenan accepte le poste de curé de Saint-Germain-des-Prés. L'église, dévastée pendant la Révolution, nécessite d'importants travaux de rénovation. Keravenan investit sa fortune personnelle et sollicite l'aide de ses paroissiens et des autorités publiques, bénéficiant du soutien de Louis XVIII. Sa réputation lui permet d'être bien accueilli à la Cour, où il est apprécié pour son dévouement envers les pauvres. Durant quinze ans, Keravenan exerce son ministère à Saint-Germain-des-Prés. Sa vie est assombrie par la révolution de 1830, qui le confronte à des menaces et provoque une attaque d'apoplexie. Il décède le 26 mai 1831,.